# Institut de cancérologie de Lorraine
Pour les articles homonymes, voir ICL et CAV.
L'Institut de cancérologie de Lorraine (ICL), anciennement centre Alexis-Vautrin (CAV), est un centre hospitalier de l'agglomération de Nancy spécialisé dans la cancérologie. Créé en 1924 par le docteur Alexis Vautrin, qui en fut le directeur jusqu'à sa mort en 1927 et qui lui donna son nom de 1976 à 2013, son statut depuis 1945 est celui d'un établissement privé à but non lucratif (PSPH, participant au service public hospitalier). C'est l'un des vingt établissements de la Fédération nationale des centres de lutte contre le cancer.
Il est le seul établissement de la région Lorraine consacrant l'intégralité de ses activités à la lutte contre le cancer. Ses missions, définies par la loi, concernent la prévention, le dépistage, le diagnostic, le traitement, les soins continus, l'enseignement et la recherche.

## Caractéristiques
Depuis 1974, ses locaux sont établis à Vandœuvre-lès-Nancy, sur le plateau de Brabois, à proximité immédiate du Centre hospitalier régional et universitaire de Nancy (CHRU) et de la Faculté de médecine de Nancy.
Cette proximité avec le CHRU permet une réelle complémentarité entre les deux établissements hospitaliers, en évitant les doublons au niveau de l'activité, des compétences techniques et humaines : l'ICL assure la totalité des traitements en radiothérapie pour le CHRU, qui prend, lui, en charge toute l'hémato-cancérologie.
En mars 2013 le centre devient « Institut de cancérologie de Lorraine » (ICL), affichant plus clairement son rôle de référent régional.
L'ICL prend en charge, totalement ou partiellement, environ 25 % des 12 000 nouveaux patients atteints chaque année de cancer dans la région Lorraine et 20 à 25 % des patients présentant un cancer en rechute.
L'ICL participe à l'enseignement de la cancérologie en s'adressant aux étudiants de la Faculté de médecine de Nancy ainsi qu'à l'enseignement post-universitaire pour les médecins libéraux généralistes et spécialistes. Il participe également à l'enseignement des écoles paramédicales et à la formation continue du personnel paramédical. Il reçoit environ 500 stagiaires par an, médecins ou non.
L'ICL adhère au réseau Oncolor, réseau de santé de cancérologie du Grand Est structuré sous forme d'une association dont l'objet est la diffusion de connaissances standardisées à l'attention des médecins et des patients, ainsi que l'amélioration de la prise en charge de ces derniers. Oncolor fédère des établissements de santé publics, privés et des médecins libéraux qui élaborent ensemble des référentiels à partir de l'expérience individuelle et collective des experts régionaux.
En 2024, dans le cadre de son projet EPOnA (Expérience des parcours patients en oncologie ambulatoire), l'Institut lance les travaux pour la construction d'un nouveau bâtiment attenant à ses locaux actuels, avec une livraison prévue pour 2027.